# 佐川和茂
佐川 和茂（さがわ かずしげ、1948年(昭和23年)7月24日 - ）は、日本のアメリカ文学者、青山学院大学教授。
中央大学Ⅱ部文学部英文科卒、青山学院大学大学院博士課程単位取得退学。江戸川区平井四郵便局貯金課、朝霞米軍基地宿舎管理部、赤坂プレスセンター宿舎管理部勤務、青山学院大学経営学部専任講師、助教授、教授。2017年退職、青山学院大学名誉教授。妻は佐川愛子（1948 - アメリカ黒人（ディアスポラ）文学、翻訳家、元女子栄養大学教授）。

## 著書
- 『ホロコーストの影を生きて  ユダヤ系文学の表象と継承』三交社、2009 青山学院大学総合研究所叢書
- 『ユダヤ人の社会と文化  　シュテトルより郊外へ』大阪教育図書、2009
- 『文学で読むユダヤ人の歴史と職業』彩流社、2015
- 『楽しい透析　ユダヤ研究者が透析患者になったら』大阪教育図書、2018
- 『青春の光と影　在日米軍基地の思い出』大阪教育図書、2019
- 『希望の灯よいつまでも　退職・透析の日々を生きて」大阪教育図書、2020
- 『文学で読むピーター・ドラッカー』大阪教育図書、2021
- 『「シュレミール」の二十年　自己を掘り下げる試み』大阪教育図書、2021
- 『歌ひとすじに　日本の歌・ユダヤの歌』大阪教育図書、2022
- 『ソール・ベローと修復の思想　生と死の彼方に』大阪教育図書、2023
- 『犬と生きる――ペロと過ごした日々』大阪教育図書、2024

### 共編著
- 『大学英語演習 2(グラマー)』九頭見一士共編著 朝日出版社、1994
- 『アメリカの対抗文化』浜野成生共編著　大阪教育図書　1995
- 『アメリカのアンチドリーマーたち』浜野成生共編著　北星堂書店　1995
- 『ユダヤ系アメリカ短編の時空』浜野成生共編著　北星堂書店　1997
- 『ホロコーストとユダヤ系文学』日本マラマッド協会編著 広瀬佳司、君塚淳一共編 大阪教育図書、2000
- 『ニューヨーク <周縁>が織りなす都市文化』金田由紀子共編 三省堂、2001
- 『ユダヤ系文学の歴史と現在 女性作家、男性作家の視点から』広瀬佳司、坂野明子共編著 大阪教育図書、2009
- 『笑いとユーモアのユダヤ文学』広瀬佳司、大場昌子共編著 南雲堂、2012
- 『ゴーレムの表象 ユダヤ文学・アニメ・映像』大場昌子、坂野明子、伊達雅彦共編著 南雲堂、2013
- 『ユダヤ系文学に見る教育の光と影』広瀬佳司、伊達雅彦共編著　大阪教育図書、2014
- 『ユダヤ系文学と「結婚」』広瀬佳司、伊達雅彦共編著　彩流社、2015
- 『ホロコーストとユーモア精神』広瀬佳司、伊達雅彦共編著　彩流社、2016
- 『ホロコースト表象の新しい潮流　ユダヤ系アメリカ文学と映画をめぐって』坂野明子、大場昌子、伊達雅彦共編著　彩流社、2018

共著
•『英語検定試験のすすめ』雨宮剛ほか共著　青山学院購買会、1984
•『シャロンの華』神山妙子ほか共著　笠間書院、1986
•『アメリカ文学と暴力』元山千歳ほか共著　研究社、1995
•『映像文学にみるアメリカ』朝日由紀子ほか共著　紀伊国屋書店、1998
•『アメリカ映像文学にみる愛と死」遠竹護ほか共著  北星堂書店、1998
•『アメリカ映像文学に見る少数民族』広瀬佳司ほか共著　大阪教育図書、1998
•『アメリカ小説の変容』高田賢一ほか共著　ミネルヴァ書房、2000
•『アジア系アメリカ文学――記憶と創造』植木照代ほか共著　大阪教育図書、2001
•『民族主義とキリスト教』大庭昭博ほか共著　新教出版社、2003
•『越境・周辺・ディアスポラーー３つのアメリカ文学』松本昇ほか共著　南雲堂フェニックス、2005
•『ソール・ベロー研究――人間像と生き方の探求』半田拓也ほか共著　大阪教育図書、2007
•『神の残した黒い穴を見つめて　須山静夫先生追悼論集』松本昇ほか共著　音羽書房鶴見書店、2013
•『彷徨える魂たちの行方　ソール・ベロー後期作品論集』鈴木元子ほか共著　彩流社、2017
•『ユダヤ系文学に見る聖と俗』広瀬佳司ほか共著　彩流社、2017
•『ユダヤの記憶と伝統』広瀬佳司ほか共著　彩流社、2019
•『ソール・ベローともう一人の作家』鈴木元子ほか共著　彩流社、2019
•『ジューイッシュ・コミュニティ　ユダヤ系文学の源泉と空間』広瀬佳司ほか共著　彩流社、2020
•『現代アメリカ社会のレイシズム　ユダヤ人と非ユダヤ人の確執・協力」広瀬佳司ほか共著　彩流社、2022
•『ソール・ベロー　都市空間と文学』鈴木元子ほか共著　彩流社、2022
•『父と息子の物語　ユダヤ系作家の世界』広瀬佳司ほか共著　彩流社、2023
●『ホロコーストと〈愛〉の物語』広瀬佳司ほか共著　彩流社、2024

### 翻訳
•チャールズ・ライクラフト『精神分析学辞典』山口泰司ほか訳　河出書房新社、1992
- ディヴィッド・コノリー『天使の博物誌』佐川愛子共訳 三交社、1994
- 『スタインベック全集 19　スタインベック書簡集 手紙が語る人生』浅野敏夫共訳 大阪教育図書、1996
- フィリップ・ビューラン『ヒトラーとユダヤ人 悲劇の起源をめぐって』佐川愛子共訳 三交社、1996
- サンダー・L.ギルマン『「頭の良いユダヤ人」はいかにつくられたか』佐川愛子共訳 三交社、2000
- レオ・ロステン『新イディッシュ語の喜び』広瀬佳司監修　大阪教育図書、2013

## 参考
- J-GLOBAL
- 『現代日本人名録』2002年
- 『青山経営論集　佐川和茂教授退任記念号』2017年